# Jim Lonborg
James Reynold Lonborg (Santa María, California, 16 de abril de 1942), más conocido como Jim Lonborg, es un exjugador profesional estadounidense de béisbol que se desempeñó en la posición de lanzador en las Grandes Ligas de Béisbol (MLB). Logró obtener el Premio Cy Young.

## Carrera
Lonborg jugó como profesional siete temporadas en Boston Red Sox (1965-1971), después pasó a Milwaukee Brewers (1972), luego a Philadelphia Phillies, donde jugó siete temporadas (1973-1979), y fue el equipo en el que se retiró.

## Premios
Fue galardonado con el Premio Cy Young en una oportunidad (1967).